# 伊朗人
伊朗人是印歐語系中種族與語言的分支，主要分布於伊朗高原與更遠的中、南、西南亞洲及東南歐洲一帶。伊朗人主要界定為伊朗語支，是印歐語系的主要語支之一。他們分布橫跨伊朗高原，自興都庫什山脈延伸至安那托利亞中部，從中亞到波斯灣－－有時被稱作大伊朗（Greater Iran）的地區。伊朗語支曾經遍布於歐亞大陸，自巴爾幹半島到中國西部的新疆。伊朗人並不受限於當今伊朗領土的國界，而為避免混淆，則以「伊朗國民」一詞用指伊朗公民。

## 歷史與定居

### 祖先
原始伊朗人為原始印度-伊朗人的後裔，於西元前兩千年早期的中亞，脫離了「印度-雅利安族」、達爾德（Dards，各種視為印度-伊朗人或在印度-雅利安語支）與努里斯坦人（Nuristanis）。
普什图人也是伊朗人。

## 文獻與延伸閱讀
- Banuazizi, Ali 與 Weiner, Myron (編者)。《國家、宗教與族群政治：阿富汗、伊朗與巴基斯坦 (中東的當代議題)》 (The State, Religion, and Ethnic Politics: Afghanistan, Iran, and Pakistan (Contemporary Issues in the Middle East))，Syracuse University Press (1988年8月)。ISBN 0-8156-2448-4。
- Canfield, Robert (編者)。《歷史回顧中的土耳其與波斯》 (Turko-Persia in Historical Perspective)，Cambridge University Press，劍橋 (2002)。ISBN 0-5...。
- Curzon, R.。《高加索的伊朗人們》 (The Iranian People of the Caucasus)。ISBN 0-7007-0649-6。
- Derakhshani, Jahanshah。《Die Arier in den nahöstlichen Quellen des 3. und 2. Jahrtausends v. Chr.》，二刷版 (1999)。ISBN 964-90368-6-5。
- 理查德·纳尔逊·弗赖伊。《大伊朗》 (Greater Iran)，Mazda Publishers (2005)。ISBN 1-56859-177-2。
- 理查德·纳尔逊·弗赖伊。Persia，Schocken Books，蘇黎世 (1963)。ASIN B0006BYXHY。
- 休·肯尼迪 (Hugh N. Kennedy)。《先知與阿拉伯帝國時代》 The Prophet and the Age of the Caliphates，Longman, New York，紐約 (2004)。ISBN 0-58...。
- 菲利普·S·库利（英语：Philip S. Khoury） & Kostiner, Joseph。《中東的種族與國家形成》 (Tribes and State Formation in the Middle East)，University of California Press (1991)。ISBN 0-520-07080-1。
- 科温顿·斯科特·利特尔顿（英语：C. Scott Littleton） & 琳达·A·马尔科 (Linda A. Malcor)。《從賽西亞到卡米洛特》 (From Scythia to Camelot)，Garland Publishing, New York，紐約 (2000)。ISBN 0-8153-3566-0。
- Mallory, J.P.。《尋找印歐族人》 (In Search of the Indo-Europeans)，Thames and Hudson，倫敦 (1991)。ISBN 0-500-27616-1。
- McDowall, David。《庫德現代史》 (A Modern History of the Kurds)，I.B. Tauris，三度再版 (2004)。ISBN 1-85043-416-6。
- Nassim, J.。《阿富汗：少數民族的國家》 (Afghanistan: A Nation of Minorities)，Minority Rights Group，倫敦 (1992)。ISBN 0-946690-76-6。
- Riasanovsky, Nicholas。《俄羅斯歷史》 (A History of Russia)，Oxford University Press，牛津 (2004)。ISBN 0-19-515394-4。

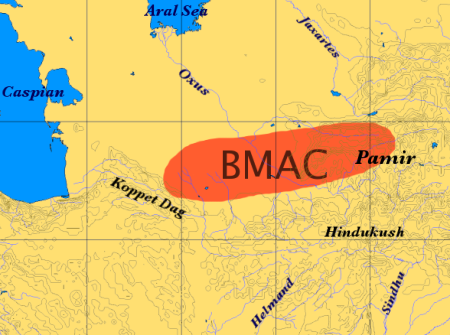
古伊朗人文明遺址：巴克特里亞-馬爾吉亞那考古區(Bactria–Margiana Archaeological Complex)的範圍 (根據印歐文化百科全書)。

- Sims-Williams, Nicholas。《印度伊朗語與族人》 (Indo-Iranian Languages and People)，British Academy (2003)。ISBN 0-19-726285-6。

## 外部連結
- H. Bailey，"ARYA: Philology of ethnic epithet of Iranian people"，681–683頁 （页面存档备份，存于），伊朗百科全書線上版本
- Balanovsky, Oleg, et al. "Deep phylogenetic analysis of haplogroup G1 provides estimates of SNP and STR mutation rates on the human Y-chromosome and reveals migrations of Iranic speakers （页面存档备份，存于）." PLoS One 10.4 (2015): e0122968.
- Shahbazi, A. Shapur，Iraj: the eponymous hero of the Iranians in their traditional history（页面存档备份，存于），伊朗百科全書線上版本
- 伊朗語言（页面存档备份，存于），大英百科全書
- Where West Meets East: The Complex mtDNA Landscape of the Southwest and Central Asian Corridor，美國。J. Hum. Genet，74:827–845，2004
- The Changing Face of Iran （页面存档备份，存于），Newsweek雜誌照片集